# União Nacional dos Estudantes
União Nacional dos Estudantes (UNE) é uma organização estudantil brasileira, sendo uma das principais representantes de alunos do ensino superior do país, tendo sede em São Paulo, além de subsedes no Rio de Janeiro e Goiás. Fundada em 11 de agosto de 1937, a instituição desempenhou um papel singular em momentos importantes do Brasil desde o início do século XX, sendo uma das portas de entrada para diversos políticos brasileiros proeminentes, especialmente aqueles ligados à esquerda política.
A diretoria da UNE é eleita a cada dois anos no Congresso da UNE (CONUNE), de forma proporcional, através do voto por delegados eleitos nas instituições de ensino superior. A composição ideológica da UNE é plural e suprapartidária, abarcando uma ampla gama de ideologias, da direita à esquerda.

## História
Em 1937, seria realizado o I Congresso Nacional dos Estudantes, com o objetivo de discutir temas políticos e sociais. Este congresso se organizaria na Casa do Estudante do Brasil no Rio de Janeiro com apoio do Centro acadêmico Cândido de Oliveira (CACO) da Faculdade Nacional de Direito da Universidade Federal do Rio de Janeiro. É eleita como presidente Anna Amélia Queirós Carneiro de Mendonça. Entretanto, entre as discussões presentes na historiografia sobre as origens do movimento estudantil brasileiro, a fundação oficial da UNE seria realizada a partir do II Congresso Nacional dos Estudantes, em 22 de dezembro de 1938, cujo patrono oficial era Getúlio Vargas e os trabalhos finais coordenados pelo Ministro da Educação Gustavo Capanema. O primeiro presidente oficial da entidade seria o gaúcho Valdir Ramos Borges. A principal organização da juventude responsável pela criação da UNE foi a União da Juventude Comunista (UJC).
Em 1939, a primeira diretoria da UNE passa a coordenar as atividades das organizações estudantis em todo país. A UNE é despejada da sede da Casa do Estudante do Brasil. Reúne-se o III Conselho Nacional de estudantes que, entre outras medidas, cria a carteira única do estudante.

### Década de 1940
Em 1940, a UNE defende o fim da ditadura do Estado Novo de Getúlio Vargas e toma posição contra o nazifascismo, defendendo a ruptura do Brasil com os países do Eixo (Alemanha, Itália e Japão). Em março de 1940, com a eclosão da Segunda Guerra Mundial, a UNE dirige a sua primeira mensagem de paz "À Mocidade do Brasil e das Américas", quando realiza o Congresso Nacional dos Estudantes.
Dando continuidade à campanha contra as potências do Eixo, em 1942 os estudantes tomam o prédio onde funcionava o Clube Germânia, na Praia do Flamengo número 132, no Rio de Janeiro, que passa a ser usado como sede da UNE. É realizado o primeiro recenseamento universitário. Em dezembro, instala-se, na sede da UNE, o primeiro restaurante estudantil. Em 1943, em meio à repressão exercida por Getúlio Vargas, a UNE promove mobilizações estudantis em todo o país. Em novembro desse ano, o Centro Acadêmico XI de Agosto, da Faculdade de Direito da Universidade de São Paulo, localizada no Largo de São Francisco, organiza a Passeata do Silêncio contra Vargas, que acaba em repressão policial, com a morte do estudante Jaime da Silva Teles.
Com forte apoio logístico do Centro Acadêmico Cândido de Oliveira (CACO), a UNE realiza, entre outros movimentos, a Campanha Universitária Pró-Bônus da Guerra, Campanha Pró-Banco de Sangue, e o Combate à Quinta Coluna. Há reação do governo Vargas, com a tentativa do Ministro da Educação, Gustavo Capanema, de criar a Juventude Brasileira, na sede da UNE, aparelhando a entidade. Entretanto a portaria é revogada. A UNE patrocina também a Campanha Pró-Aviões, doando três aviões de treinamento.
No dia 3 de março de 1945, é morto o estudante Demócrito de Sousa Filho, no Recife, durante um comício do candidato à presidência Eduardo Gomes. Três dias depois, a UNE mobiliza estudantes contra Getúlio Vargas, em comício nas escadarias do Teatro Municipal do Rio de Janeiro e rompe com o Estado Novo, sem lograr a adesão popular - em contraponto aos jovens do PCB que, junto com os setores populares e trabalhistas, apoiariam o Movimento Queremista. Em razão da proximidade com a Faculdade Nacional de Direito, a entidade sofrerá a influência da dicotomia esquerda-direita que reinava na Instituição, com a disputa entre os partidos acadêmicos "Movimento pela Reforma", de cunho socialista, e a "Aliança Liberal Acadêmica", de direita.
A partir de 1947, iniciou-se a fase de hegemonia socialista na UNE, principalmente com a eleição de dirigentes oriundos do Movimento pela Reforma, que foi até 1950. Nesse período, a entidade liderou campanhas nacionais contra a alta do custo de vida e em prol da indústria siderúrgica nacional e do monopólio estatal do petróleo (campanha O Petróleo é Nosso). Em 1948, a UNE teve a sua sede invadida pela primeira vez por forças policiais, por ocasião do Congresso da Paz e dos protestos estudantis contra o aumento das passagens de bonde.

### Década de 1950
De 1950 a 1956, a UNE foi comandada por um grupo de direita ligado à União Democrática Nacional (UDN), que tinha como braço acadêmico a Aliança Libertadora Acadêmica. A UNE organiza, em 1954, o "Mês da Reafirmação Democrática", alusivo ao 10º aniversário do assassinato do estudante Demócrito de Sousa Filho e, em 1955, realiza a campanha para a obtenção de empregos públicos.
Em 5 de maio de 1956, durante o governo de Juscelino Kubitschek, estudantes realizam campanha contra o aumento da passagem de bondes no Rio de Janeiro, que engorda ao receber apoio de sindicatos operários. É criada, então, a União Operária-Estudantil contra a Carestia. No dia 30 de maio, a polícia invade o prédio da UNE em repressão ao movimento. É realizada uma tentativa de invasão ao prédio da Faculdade Nacional de Direito, onde encontravam-se abrigadas as lideranças estudantis; sendo esta contida pelo reitor Pedro Calmon.
Após 1956, a entidade realiza campanhas contra multinacionais, como a campanha contra a American Can Company, empresa norte-americana que ameaçava a indústria brasileira de lataria (1957) e a campanha contra as assinaturas pelo Brasil dos Acordos de Roboré, preconizada por Roberto Campos, atendendo aos interesses da multinacional Gulf Oil (1958).

### Década de 1960
Na década de 1960, o movimento estudantil ganha  mais corpo. Os estudantes se organizam e fundam seus diretórios centrais dos estudantes (DCE) e diretórios acadêmicos (DA). Com a esquerda de novo no poder, a UNE apoiou, em 1961, a campanha da legalidade a favor da posse de João Goulart, e reforçou sua ação no campo da cultura com a criação do Centro Popular de Cultura e da UNE Volante. A UNE debate a reforma universitária no país (por ocasião da discussão do projeto da Lei de Diretrizes e Bases) e realiza, em Salvador, o Seminário Nacional de Reforma Universitária, que resulta na Declaração da Bahia, considerada um dos mais importantes textos programáticos do movimento estudantil brasileiro. São criados o Centro Popular de Cultura (CPC) e a UNE Volante, ambos com o objetivo de promover a conscientização popular através da cultura. Em 1961, a UNE participa da Campanha da Legalidade, liderada por Leonel Brizola, pela posse de João Goulart. A entidade transfere provisoriamente sua sede para o Rio Grande do Sul e organiza uma greve de repúdio à tentativa golpista.
É realizado, em 1962, o II Seminário Nacional de Reforma Universitária, em Curitiba, que emite a Carta do Paraná, para reivindicar a regulamentação, nos estatutos das universidades, da participação dos estudantes nos órgãos colegiados, na proporção de um terço, com direito a voz e voto. A ação dos estudantes pela reforma universitária leva à decretação de greve geral nacional, paralisando a maior parte das 40 universidades brasileiras da época. O prédio do Ministério da Educação e Cultura, no Rio de Janeiro, é ocupado por três dias pelos universitários, mas a repressão continuava e o Movimento Anticomunista (MAC) metralha a sede da UNE, no Rio de Janeiro.
Em 1964, representada pelo seu então presidente, José Serra, participa do famoso comício da Central do Brasil, realizado em 13 de março por Jango. Com o golpe de 31 de março, a UNE passa a ser perseguida pelo regime militar, que incendeia a sede na praia do Flamengo como forma de intimidação e invade as instalações da Faculdade Nacional de Direito, apreendendo documentos e acervos históricos do Centro Acadêmico Cândido de Oliveira, muitos que versavam sobre as atividades da instituição. O Prédio da Faculdade é cercado por tanques e grupos paramilitares de direita, que metralham a fachada do prédio e tentam incendiá-lo com os estudantes dentro, mas são contidos pelo capitão de cavalaria do Exército e do Regimento Presidencial, Ivan Cavalcanti Proença, que ordena sua tropa a impedir o massacre e arrisca a própria vida, pessoalmente entrando nas salas de aula, em meio ao incêndio, tiros e gás lacrimogênio afim de salvar os estudantes da faculdade de Direito.
A Lei Suplicy de Lacerda coloca na ilegalidade a UNE e as UEEs (Uniões Estadual dos Estudantes), que passam a atuar na clandestinidade. Todas as instâncias da representação estudantil ficam submetidas ao MEC. Mas a luta continua e em 1965 a UNE convoca uma greve de mais de sete mil alunos, que paralisa a Universidade de São Paulo (USP).
A UNE se mobiliza contra a Lei Suplicy de Lacerda e organiza passeatas nas principais capitais. Em Belo Horizonte, a repressão violenta da tropa de choque desencadeia passeatas em outros estados.

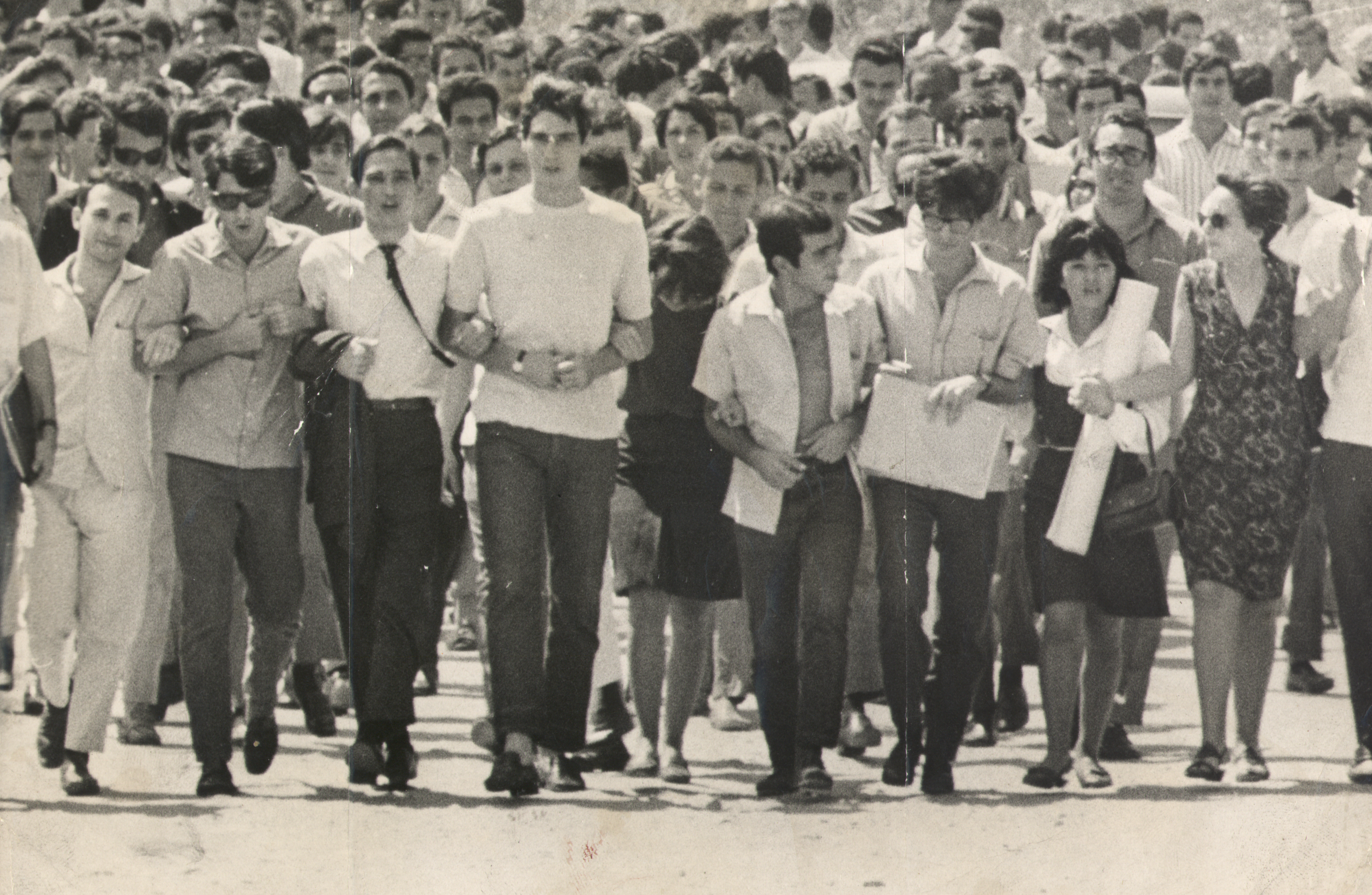
Manifestação estudantil contra a Ditadura Militar, 1968. Arquivo Nacional

Em 1966, mesmo na ilegalidade, é realizado o XXVIII Congresso da UNE, em Belo Horizonte, que marca a oposição da entidade ao Acordo MEC-USAID. O congresso acontece no porão da Igreja de São Francisco de Assis. O mineiro José Luís Moreira Guedes é eleito presidente da UNE.
As aulas na Faculdade Nacional de Direito da Universidade Federal do Rio de Janeiro, centro de resistência estudantil à ditadura e sede do CACO (entidade que dava apoio logístico à UNE), são suspensas e 178 estudantes paulistas são presos durante um congresso realizado pela UNE-UEE, em São Bernardo do Campo. Castelo Branco cria o Movimento Universitário para o Desenvolvimento Econômico e Social (Mudes).
Em 28 de março de 1968, o estudante Edson Luís de Lima Souto é morto durante uma manifestação contra o fechamento do restaurante Calabouço, no Rio de Janeiro.
No dia seguinte, cerca de 50 mil pessoas participam do cortejo fúnebre, onde várias pessoas foram presas pelo exército, entre elas Rogério Duarte (responsável pela arte dos panfletos da UNE na época).

#### O Congresso de Ibiúna (Out/68)
No mesmo ano, em outubro, é realizado clandestinamente o XXX Congresso da UNE, em Ibiúna (SP). São presas mais de 700 pessoas, entre elas as principais lideranças do movimento estudantil: Luís Travassos (presidente eleito), Vladimir Palmeira, José Dirceu, Franklin Martins e Jean Marc von der Weid.
Após a prisão das lideranças no XXX Congresso, a UNE se vê obrigada a encolher ainda mais e passa a realizar micro congressos regionais, articulados por Jean Marc von der Weid, o presidente, na época, entretanto Jean Marc é preso e assume o seu posto, Honestino Guimarães, que desaparece em 1973.
Alexandre Vannucchi Leme, aluno da Universidade de São Paulo (USP), é preso e morto pelos militares. A missa em sua memória, realizada em 30 de março na Catedral da Sé, em São Paulo, é o primeiro grande movimento de massa desde 1968.

### Década de 1980
Em virtude da demolição feita pelo governo Figueiredo, em junho de 1980, da sua sede na Praia do Flamengo, a UNE se instalou no antigo casarão da Rua do Catete, nº 234, em 1983. No mesmo prédio funcionou, de 1912 a 1937, a Faculdade Nacional de Direito da Universidade Federal do Rio de Janeiro e o Centro Acadêmico Candido Oliveira, entidades cruciais para a fundação da UNE, antes da mudança da Faculdade para o antigo prédio do Senado, no Largo do CACO, em 1937. Outra motivação foi o fato que o prédio pertencia desde 1943 à Faculdade de Direito da Universidade do Estado do Rio de Janeiro, instituição de ensino vinculada ao governo estadual oposicionista de Leonel Brizola (1983-1987). Na qual o casarão na Rua do Catete, nº 234 passou em 2013, por um processo de restauro e retrofit totais para abrigar um campus de tecnologia altamente moderna.

### Década de 1990
Em 1993, o presidente Itamar Franco devolveu a escritura do terreno da Praia do Flamengo, 132, onde funcionou a sua sede histórica que havia sido atacada por soldados e demolida ao longo da ditadura militar. O ato de entrega foi comemorado em um restaurante do Rio de Janeiro, tendo a participação de Itamar Franco, em 17 de maio de 1994, porém uma disputa judicial entre a UNE e os donos de um estacionamento que havia se instalado no terreno, acabou travando qualquer tentativa de retomada da sede. No ano de 2004, por determinação da Uerj, a UNE saiu do antigo casarão que serviu como sua sede por duas décadas, localizado na Rua do Catete. O imbróglio em relação à sede histórica da UNE durou até 2007, quando ocorreram grandes protestos estudantis que contaram com a ocupação do terreno da praia do Flamengo, ao passo que o Poder Judiciário decidia por dar ganho de causa à UNE, bem como o Congresso Nacional, de forma unânime, decidia pela indenização a ser paga pelo Estado brasileiro à entidade.

### Década de 2000

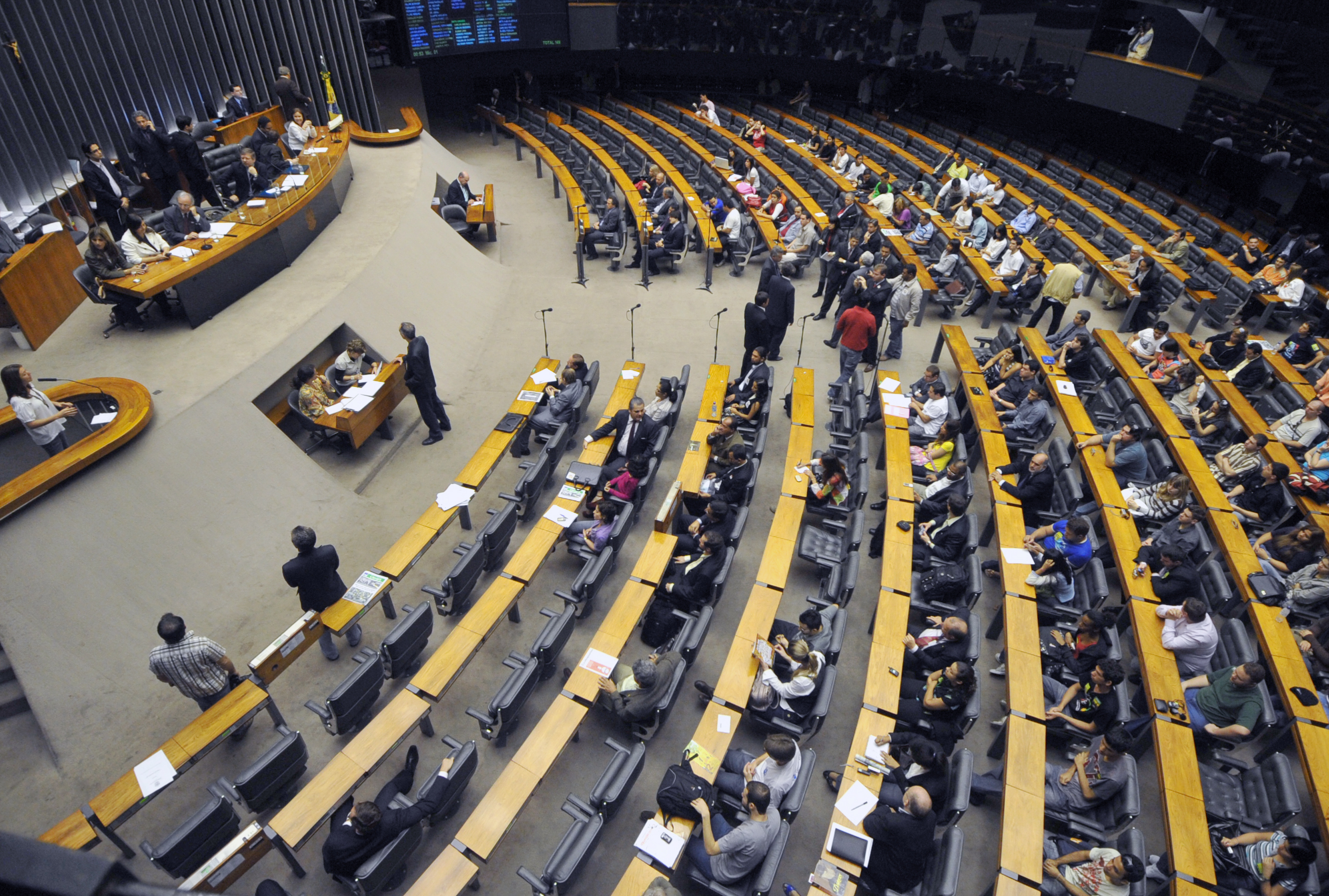
Sessão solene na Câmara dos Deputados para comemorar os 30 anos da reconstrução da UNE.

Em 2007, por ocasião dos 70 anos da entidade, é lançado um documentário de dois episódios de 50 minutos, dirigido por Silvio Tendler, contando a sua história.
Em 15 de julho de 2009, foi realizada uma sessão solene na Câmara dos Deputados que reuniu integrantes e ex-dirigentes da entidade para comemorar os 30 anos da reconstrução da UNE. A UNE voltou à legalidade em 1979, após ter sido perseguida e considerada uma organização clandestina durante o regime militar.

### Década de 2010 e atualmente
No 54º Congresso da entidade, realizado em Goiânia (GO) em 2015, Carina Vitral foi eleita presidente da UNE com 58%, pela chapa “O movimento estudantil unificado contra o retrocesso em defesa da democracia e por mais direitos”. Com essa eleição, ocorreu pela primeira vez na história da UNE a transição do cargo de presidência entre duas mulheres, no caso a então presidente Virgínia Barros e Carina. Em 2015, a UNE encabeçou manifestações contrárias a redução da maioridade penal. Se posicionou contrária ao Impeachment da presidente Dilma Rousseff durante todo o seu processo. Ainda em 2017, lançou um estudo sobre a violência da ditadura militar contra estudantes, entre eles o ex-presidente da entidade Honestino Guimarães.
Em 2017, Marianna Dias assume a presidência da entidade. No ano de 2017 a UNE completou 80 anos de fundação. Uma sessão no Senado Federal homenageou a entidade, a pedido da senadora Vanessa Grazziotin (PCdoB-AM). A sessão reuniu diversos parlamentares e militantes históricos do movimento estudantil, dentre eles os senadores José Serra (PSDB-SP), Lindbergh Farias (PT-RJ) e o deputado Orlando Silva (PCdoB-SP).

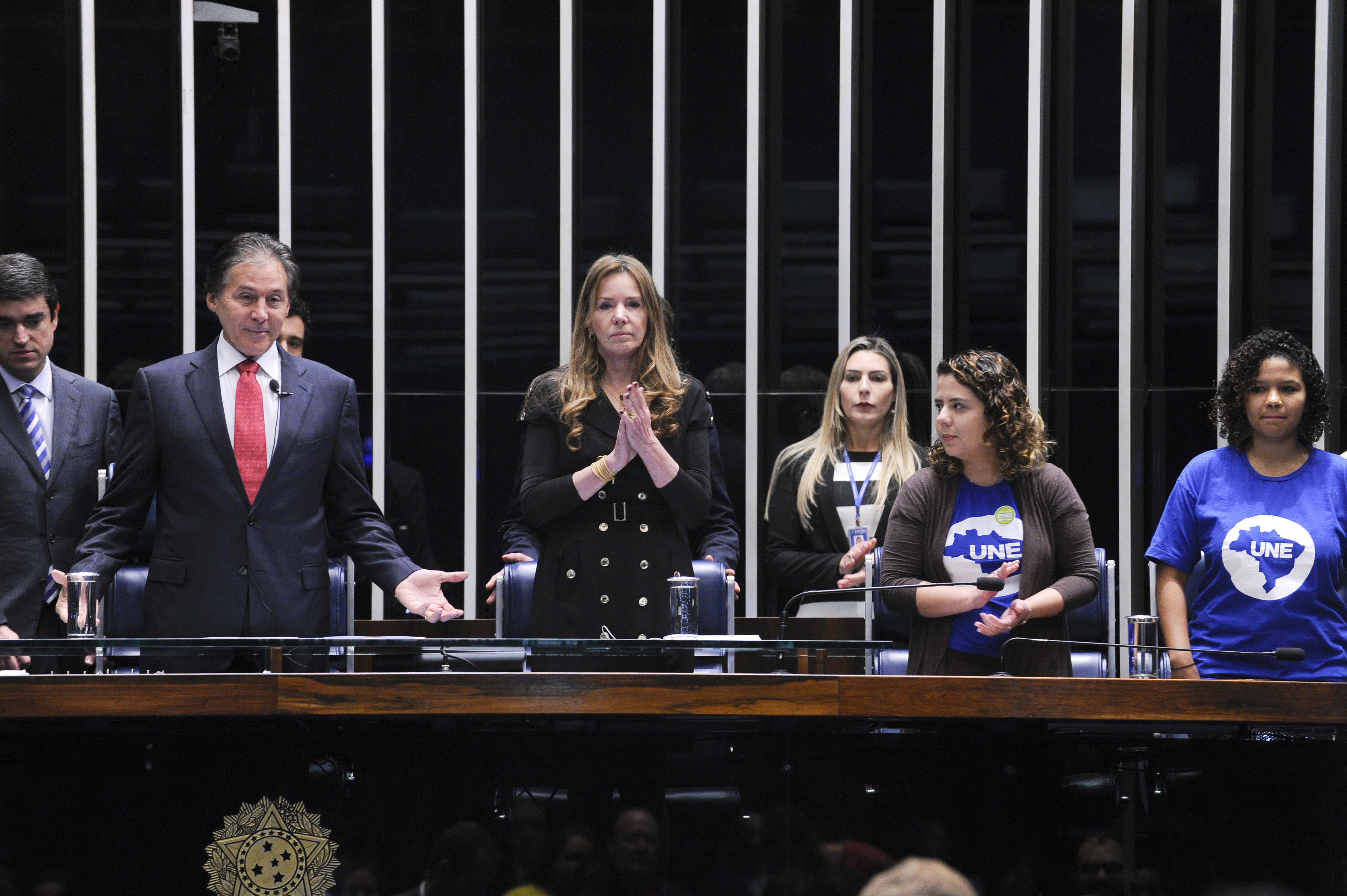
Sessão solene do Congresso Nacional destinada a homenagear a UNE pelo aniversário de 80 anos da entidade.

Durante a gestão, a UNE esteve presente nos protestos contra o governo Michel Temer. Em 2018, participaram do Movimento Ele Não, manifestações populares lideradas por mulheres que ocorreram em diversas regiões do Brasil e do mundo, tendo como principal objetivo protestar contra a candidatura à presidência da República do deputado federal Jair Bolsonaro. Em 2019, durante o governo Bolsonaro, a UNE liderou os protestos estudantis em defesa da educação e contra cortes na educação do ensino básico ao superior e congelamentos nas áreas de desenvolvimento de ciência e tecnologia, com papel de destaque nessa liderança para Marianna Dias. UNE também convocou os estudantes para aderirem à greve geral no Brasil em 2019.
Durante o 57º Congresso, realizado em Brasília (DF) em julho de 2019, Iago Montalvão, estudante de Economia da Universidade de São Paulo e militante da UJS, foi eleito para presidir a entidade. Este foi um Conune com número recorde de delegados inscritos, ao todo foram 8013 estudantes. Em 2019, durante o governo Bolsonaro, a UNE liderou os protestos estudantis em defesa da educação e contra cortes na educação do ensino básico ao superior e congelamentos nas áreas de desenvolvimento de ciência e tecnologia, que atingiram diversas universidades brasileiras. Após diversos protestos, o governo recuou e descontigenciou a verba cortada.
Em 2020, após diversos erros na correção do ENEM, entidades estudantis protocolam no MPF pedido de auditoria nas notas do Enem. O objetivo é investigar todas as irregularidades na correção do exame, apurando todos os prejuízos psicológicos e morais causados a todos os estudantes que se viram diante de uma correção completamente equivocada.
Em julho 2021, ocorreu o Congresso Extraordinário da UNE, por conta da pandemia da COVID-19, ocorreu de forma virtual. Na oportunidade, foi indicado em caráter excepcional pelos próximos 12 meses a nova diretoria da entidade. Bruna Brelaz, estudante de direito, tornou-se a primeira mulher negra a presidir a UNE. A defesa da autonomia universitária e de mobilizações pelo impeachment do presidente Jair Bolsonaro foram posições reafirmadas durante o Congresso.

## UNE e Cultura
A UNE foi precursora de importantes movimentos culturais brasileiros. O Centro Popular de Cultura é o mais famoso deles que  nos anos 1960 animou a cena artística brasileira com novas e ousadas experiências no campo da pesquisa e da produção cultural. O CPC tinha uma produção artística própria e não se limitava a aglutinar grupos de artistas já existentes: chegou a fundar um selo de discos, uma editora de livros, além de realizar produtos culturais importantes como o filme Cinco Vezes Favela. Participaram do CPC nomes como Arnaldo Jabor, Cacá Diegues, Ferreira Gullar, Geraldo Vandré, Vianinha, entre outros.
A partir de 1999, o trabalho cultural da entidade foi retomado durante as Bienais de Cultura e Arte da UNE. A primeira Bienal ocorreu em Salvador, Bahia. Nesses eventos foram lançadas as bases do projeto que culminou na criação do Circuito Universitário de Cultura e Arte, os CUCAs.

## Controvérsias
A UNE recebeu críticas por seu apoio aos governos do Partido dos Trabalhadores (PT), especialmente tendo em vista a concessão de verbas do Governo Federal à instituição mediante a instituição da Lei nº 12260, aprovada pelo Congresso Nacional em 2010, que confere à entidade uma indenização pelos danos causados pelo governo da Ditadura Militar à UNE no dia 1º de abril de 1964 - quando sua sede foi metralhada, incendiada e demolida por militares do governo da época. A reconstrução desta sede localizada na Praia do Flamengo, nº 132, para a qual parte da verba se destinou, teve sua pedra fundamental lançada em dezembro de 2010 e foi prevista para ser entregue em 2016, ano em que o Brasil sediou os Jogos Olímpicos. Outro ponto controverso na atuação recente da União Nacional dos Estudantes é o monopólio de facto das carteirinhas de estudante decorrente do Estatuto da Juventude, sancionado pela presidente Dilma Rousseff, que foi apoiada pela instituição ao longo de sua campanha para reeleição.
A UNE também foi alvo de críticas por ter aderido a um manifesto de solidariedade à Coreia do Norte no ano de 2013 juntamente com outras entidades ligadas à esquerda política brasileira. O manifesto chama a Coreia do Sul de "fantoche" dos Estados Unidos e diz que os partidos e entidades vão incentivar que "os povos progressistas de todo o mundo e que se opõem a guerra" busquem e mantenham a paz contra o que chamam de "terrorismo dos EUA".
Em abril de 2016, assinaturas de deputados haviam sido recolhidas para abertura da CPI. Em maio do mesmo ano, foi noticiada a possível abertura de uma CPI para investigar a entidade. De acordo com o deputado Marco Feliciano, que propôs a CPI, as contas da organização foram reprovadas quatro vezes pelo TCU.  O deputado cita especificamente o repasse de 44,6 milhões de reais a título de "reparação pela perseguição sofrida durante o Regime Militar" e, baseado em uma investigação do Ministério Público, cita um repasse de 12 milhões para a entidade entre o período 2006–2010, propondo apurar o uso irregular de receita pública. Pela oposição, a proposta da CPI também foi encarada como uma forma de tentar intimidar e silenciar o movimento estudantil - que nos últimos anos esteve alinhado com o governo federal desempenhado pelo Partido dos Trabalhadores, e que se mostrou atuante contra o processo de impeachment da presidente Dilma Rousseff.